# Sengoku (jeu vidéo, 1991)
Pour les articles homonymes, voir Sengoku.
Sengoku ou  Sengoku Denshō  (戦国伝承) au Japon, est un jeu vidéo du type beat them all en 2D mélangeant les thèmes urbain et du japon médiéval. Le jeu a été développé et édité par SNK en 1991 sur borne d'arcade Neo-Geo MVS et sur console Neo-Geo AES et  en 1995 sur Neo-Geo CD (NGM 017). Il a été porté sur les consoles Mega-CD et Super Nintendo en 1993. C'est le premier opus d'une série de trois jeux vidéo,,.

## Synopsis
À  l'époque du Japon médiéval, un tyran fut vaincu par 2 samourais mais il jura de revenir. Des siècles plus tard, le tyran envoient ses hordes guerriers morts-vivants pour conquérir le monde des années 1990. C'est à Dan et Bill, les descendants des 2 samourais, qu'il revient de le vaincre à nouveau.

## Système de jeu
Le jeu possède 2 personnages jouable: Dan et Bill. Il est composé de 6 niveaux : l'autoroute, le métro, le centre-ville, la ville fantôme, le château de la mort et la ceinture d'asteroïdes. Chaque niveaux contient de  téléporteurs qui transporte le héros de l'époques contemporaine vers le japon médiéval. Les ennemis sont des guerriers médiévaux japonais. En fonction des bonus récoltés le long des niveaux, le héros peut se transformer en ninja, samouraï et chien de combat, chacun avec des techniques de combat particulières.

## Portages
- Super Nintendo : 19 septembre 1993 (Data East)[1]
- Mega-CD : 1993 (Sammy)
- Neo-Geo CD : 1995

## Série
- Sengoku
- Sengoku 2 (1993)
- Sengoku 3 (2001)